# Candilichera
Candilichera és un municipi espanyol ubicat a la província de Sòria, dins la comunitat autònoma de Castella i Lleó.

## Curiositats
Durant 1965 s'hi rodaren algunes escenes de la pel·lícula Doctor Zhivago de David Lean.